# Henny Götze

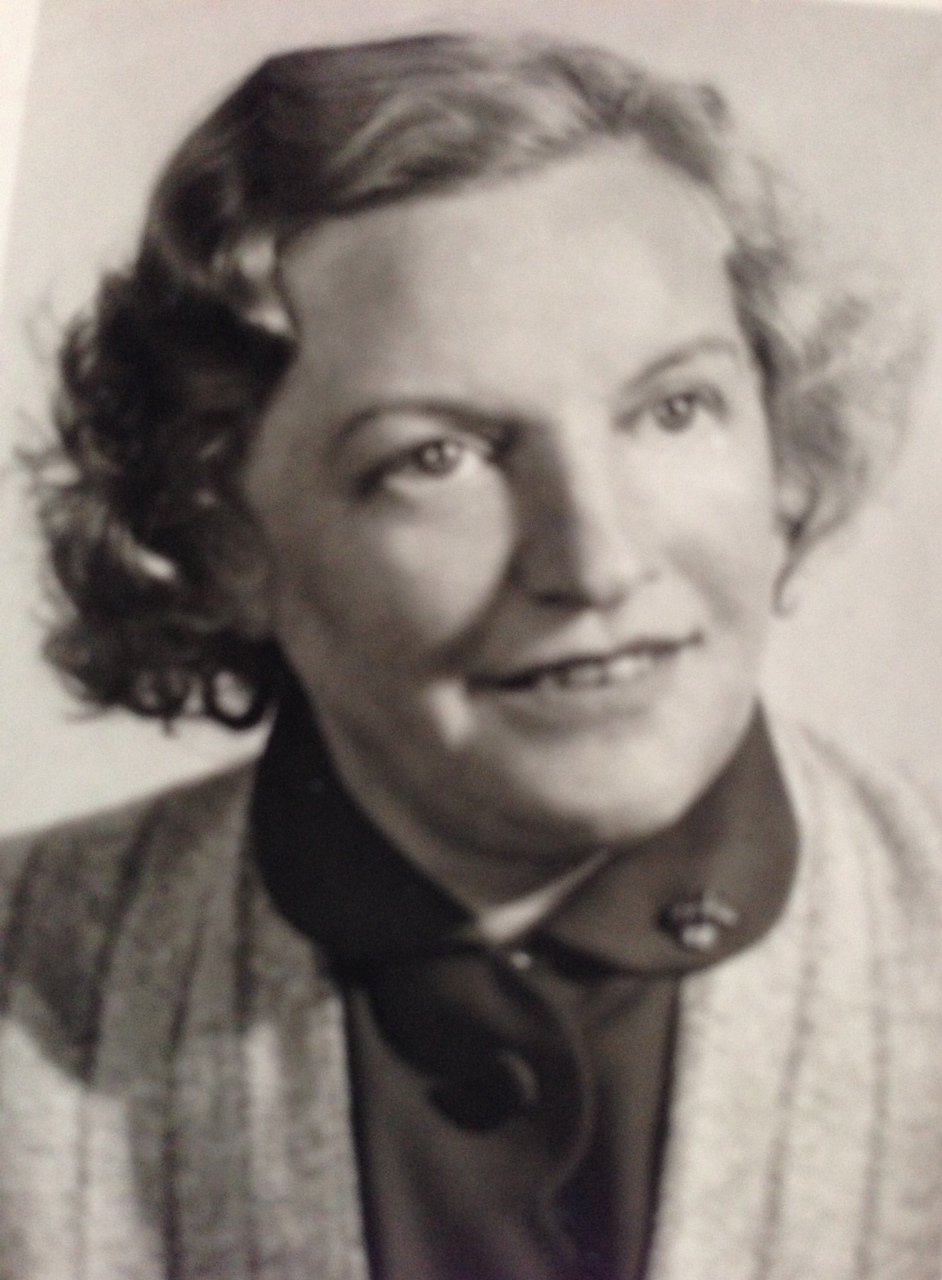
Henny Götze

Henny Götze geb. Schröder (* 19. Juli 1901 in Elberfeld; † 29. Dezember 1997 in Leverkusen-Opladen) war eine deutsche Unternehmer-Ehefrau und Stifterin.

## Leben
Henny Götze wurde als Tochter des Schachtmeisters Franz Schröder und dessen Ehefrau Henriette in Elberfeld geboren und wuchs dort mit drei Brüdern und zwei Schwestern auf. Von Elberfeld zog die Familie nach Solingen um, das für den Großteil der Familie Heimat blieb. Am 21. November 1925 heiratete Henny Schröder den späteren Unternehmer Karl Götze in Elberfeld. An der Seite von Henny gründete Karl Götze 1935 die Nord-West-Papierwerke, wofür er in Lindlar im Bergischen Land die entsprechenden Räumlichkeiten fand. Lindlar wurde somit ihre neue Heimat.
Ende der 1940er Jahre entfremdeten sich Henny und Karl Götze und 1950 wurde die Ehe geschieden. Karl Götze überließ ihr zwei Gästehäuser in Bad Godesberg, in denen sie fortan lebte. Bis zum Jahr 1973, in dem Karl Götze starb, blieben Henny und Karl Götze sowie die Leitung der Nord-West-Papierwerke freundschaftlich verbunden. Bis ins hohe Alter wohnte Henny Götze alleinstehend in Bad Godesberg. Später fasste sie den Entschluss, nach Opladen in eine Einrichtung für betreutes Wohnen zu ziehen – und zwar freiwillig, wie sie stets betonte. Dort begann sie sich sozial zu engagieren, bis sie im Dezember 1997 im Alter von 96 Jahren verstarb.

## Leistungen
Ihr Vermögen in Höhe von drei Millionen Euro brachte Henny Götze in die von ihr gegründete Henny-Götze-Stiftung ein. Stiftungszweck ist Hilfe für Kinder und Jugendliche sowie mildtätige Zwecke.